# 教授と美女
『教授と美女』（Ball of Fire）は、1941年に製作かつ公開されたアメリカ合衆国の映画。スクリューボール・コメディ映画である。ゲイリー・クーパーとバーバラ・スタンウィックが主演した。
10年近く館にこもり、百科事典を編纂する8人の教授たちと俗世間の情報を伝えるために招かれたバーレスクパフォーマーの関係が描かれる。館を図書館か学校と勘違いしたゴミ収集人がラジオのクイズ番組の質問の答えを教えてほしいと尋ねてきたことから物語が展開し始め、クライマックスでは宿のルームナンバーの9が緩んでひっくり返って6になったために間違った部屋に入るというドタバタになった。また、スタンウィックが演じるバーレスクの女王が教授たちにコンガの踊りを教えるシーンもある。
1948年にハワード・ホークスによって『ヒット・パレード』としてリメイクされた。

## ストーリー
時は1941年。8人の教授がニューヨークにあるダニエル・トッテン財団が所有する館にこもり、AからZまでの百科事典の編纂をしていた。彼らの身の回りの世話は家政婦のブラッグが担当している。既に9年が経過しており、さらにあと3年は掛かりそうである。財政的支援者であるトッテン財団の娘と助手のラーセンが館を訪れ、早く事典を完成させるように強く要求する。しかし、ポッツが「始めた以上は全力を尽くして仕上げます」と言うと、彼に好意を抱くトッテン嬢は語気を弱めてしまう。2人が帰るのと入れ違いに、図書館か学校と勘違いした陽気なゴミ収集人が小遣い稼ぎ目的でチャレンジしているラジオのクイズ番組の質問の答えが分からないので教えてほしいと館を尋ねてくる。彼は「マウス」（女）、「スマッカルー」（ドル）、「ホイトイトイ」（不明）といった教授たちが知らないいくつものスラング（隠語、俗語）を駆使する。教授の中でも最も若く、言語学を専門とするポッツは時代に取り残されてしまうと危機感を募らせ、スラングの調査を行うために一人で街中に繰り出す。
ポッツはナイトクラブでもスラングの収集にいそしみ、そこで出会ったバーレスクパフォーマーのシュガーパス・オーシェイが用いるスラングの語彙に興味を持つ。ギャングのボスで殺人への関与が疑われる愛人のジョー・ライラックに関する情報を聞き出したい警察に追われているオーシェイは彼の調査に非協力的である。その後に彼女は考えを改めて教授たちが生活と仕事をしている館に逃げ込み、調査に協力することに決めた。
教授たちはオーシェイの色仕掛けに夢中になり、彼女とすぐに仲良くなる。オーシェイは7人の教授にコンガの踊りを教え、女性として意識したことがあると明かすポッツには「ヤムヤム」（キス）の語の持つ意味を実演して見せた。ポッツは百科事典の編纂に集中出来ないので、彼女に館から去ってほしいと伝える。百科事典を完成させたら結婚をしようと話し、去る前に「もう一回ヤムヤムをお願いします」と懇願するポッツにオーシェイもまんざらでもない様子を見せる。その後にオーシェイはポッツがプレゼントしたリチャード3世の台詞の引用文が刻まれた婚約指輪を受け取り、館に電話を掛けてきたオーシェイの父親と偽るジョーの計らいで二人はニュージャージー州で急遽結婚式を挙げることが決まる。
ニュージャージーに向かう一行だが、30年ぶりに運転したガーカコフは誤って道路標識に車をぶつけてしまい、その晩は道中のホテルに宿泊することになる。ネジが緩んでドアのルームナンバーの数字が引っ繰り返り、オドリーの宿泊する9号室と間違えてオーシェイの宿泊する6号室に入室したポッツは暗闇の中で自分の言葉で新婦に対する正直な気持ちを告白し、彼女を感激させる。ジョーとその手下がホテルに乗り込み、オーシェイとジョーの結婚式のために今まで教授たちを利用していたと知らせる。8人の教授は再び百科事典の編纂作業に集中することでオーシェイを忘れようとする。
しかし、ポッツを本当に愛するオーシェイがジョーとの結婚を拒み続けたために8人の教授と家政婦のブラッグ、トッテン財団の娘、その助手、ゴミ収集人は館に突入したジョーの2人の手下、パストラミとアズマによって一斉に人質にされてしまった。ここで老教授たちはダモクレスの剣とアルキメデスがローマ艦隊を撃退した故事にヒントを得た逆襲を開始する。一転して囚われの身となり、ゴミ収集車のゴミ入れに入れられたパストラミとアズマはくすぐりの拷問の末にオーシェイとジョーの居場所を明かす。ポッツはジョーとの「ボクシング対決」に勝利した後の最後のシーンで、他の7人の教授が羨ましそうに眺める中、再会したオーシェイと「ヤムヤム」を交わしている。

## キャスト

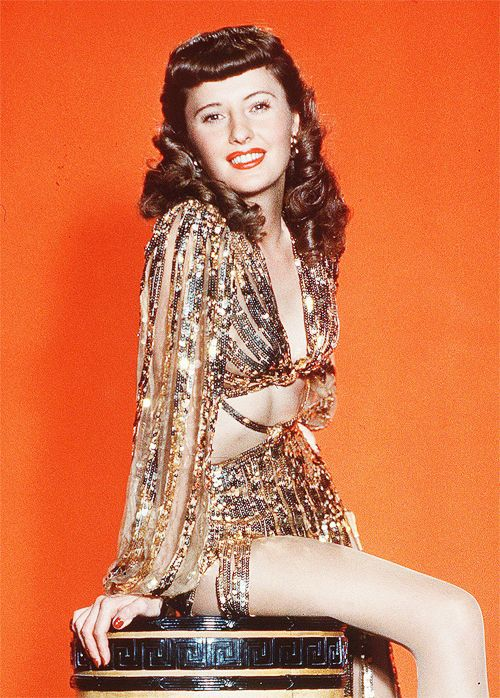
バーレスクの女王シュガーパス・オーシェイを演じるバーバラ・スタンウィック

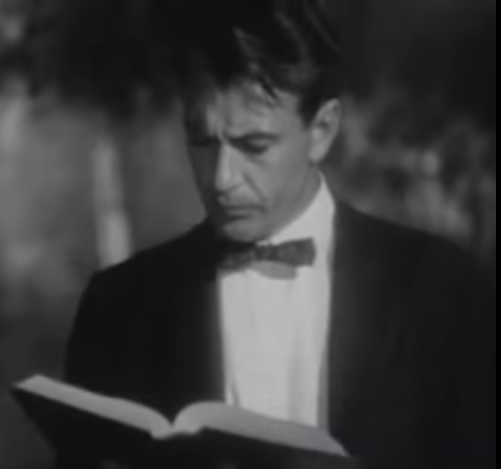
若い言語学教授、バートラム・ポッツを演じるゲイリー・クーパー

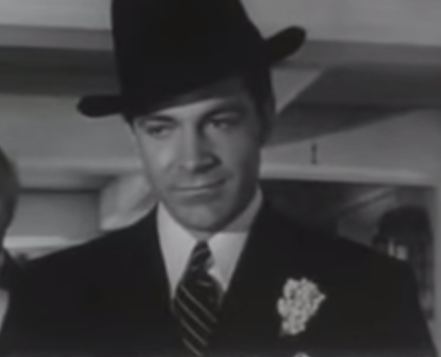
ギャングの親分、ジョー・ライラックを演じるダナ・アンドリュース

クレジットに記載されたキャストと、その役を演じた俳優は以下の通り。
- バートラム・ポッツ教授 - ゲイリー・クーパー（吹替：中村正）
- シュガーパス・オーシェイ - バーバラ・スタンウィック（吹替：鈴木弘子）
- ガーカコフ教授（数学） - オスカー・ホモルカ
- ジェローム教授（地理学） - ヘンリー・トラヴァース
- マーゲンブルック教授（生理学） - S・Z・サカール（英語版）
- ロビンソン教授（法律学） - タリー・マーシャル
- クィンタナ教授（歴史学） - レオニード・キンスキー（英語版）
- オドリー教授（植物学） - リチャード・ヘイデン
- ピーグラム教授（文学） - オーブリー・メイザー（英語版）
- ゴミ収集人 - アレン・ジェンキンス（英語版）
- ジョー・ライラック - ダナ・アンドリュース（吹替：青野武）
- デューク・パストラミ - ダン・デュリエ
- アズマ・アンダーソン - ラルフ・ピーターズ
- ミス・ブラッグ - キャスリーン・ハワード（英語版）
- ミス・トッテン - メアリー・フィールド（英語版）
- ラーセン - チャールズ・レイン
- マクニアリー（ジョーの弁護士） - チャールズ・アーント（英語版）
- ナイトクラブのウェイター - エリシャ・クック・ジュニア
- 「馬面」 - アラン・ライン
- ピンストライプ（英語版） - エディ・フォスター
- 治安判事 - アルドリッチ・ボウカー
- 地方検事 - アディソン・リチャーズ（英語版）
- 浮浪者 - パット・ウェスト
- 男子大学生 - ケネス・ハウエル（英語版）
- 新聞売りの少年 - トミー・ライアン
- 自動車警官 - ティム・ライアン（英語版）
- 「ベニー - ザ・クリープ」（ジョーの手下） - ウィル・リー
- ジーン・クルーパと彼のオーケストラ - ジーン・クルーパと彼のオーケストラ

ゴールドウィンが当初白羽の矢を立てた主演女優は歌えて踊れるジンジャー・ロジャースだったが、彼女は『恋愛手帖』でキティ・フォイルを演じてオスカーを獲得したばかりだったので、落ち着いた役を希望していた。その後に脚本を送ったジーン・アーサーは気に入ってくれたものの、コロンビア・ピクチャーズとの契約に縛られていた。次に目を向けたキャロル・ロンバードからは企画が成功するのを祈っているとしながらも、「役にも脚本にも興味が持てません。誰にでも好き嫌いというものはありますから」との返事で断られてしまった。オーシェイ役をルシル・ボールが演じる方向で話が進んだが、ゲイリー・クーパーは『群衆』で共演したばかりのお気に入りの女優であるバーバラ・スタンウィックを推薦した。ゴールドウィンはスタンウィックが出演可能だと知ると、演じる女優を彼女に変更させた。このスタンウィックがゴールドウィンの期待に応えてアカデミー賞候補にノミネートされるほどの演技を見せることになった。
マーサ・ティルトンは本作で『ドラム・ブギー』を歌うスタンウィックの歌声を提供した。また、ドラマーのジーン・クルーパと彼のバンドはカメオ出演して曲を演奏した。

## 製作

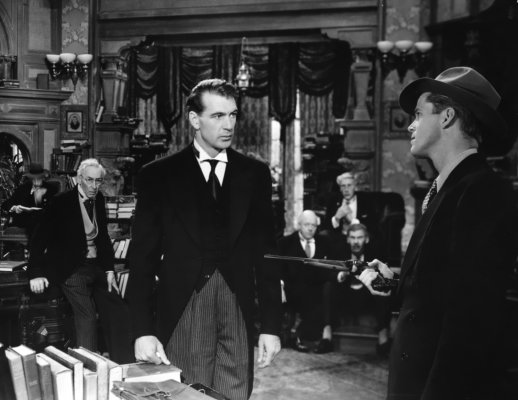
ポッツ（ゲイリー・クーパー）らに銃を向けるパストラミ（ダン・デュリエ）

### 企画
本作が製作される前にゲイリー・クーパーの人気は既に最高潮に達していたが、サミュエル・ゴールドウィンは当たり役がどれも他社のものであったため、彼に相応しい役を見つけられないものかと脚本部門をなじり続けていた。パラマウント・ピクチャーズから急遽借りた小説家のチャールズ・ブラケットとビリー・ワイルダーもクーパーのための作品探しに苦労したが、最終的にワイルダーが思い出したアメリカ合衆国に移住する前に書き上げた『白雪姫』の成人版の物語『From A to Z』をブラケットが大いに気に入り、それをゴールドウィンに推薦した。電話を通しての脚本の買い取りの交渉でワイルダーはゴールドウィンに1万ドルの支払いを要求し、これに対してゴールドウィンは「どうだろう、今7500ドル払う。もし映画になったら、残りの2500ドルを渡すってことにしよう」と提案、映画監督を目指していたワイルダーはすべてのショットの撮影に立ち合わせてくれるならという条件で了解した。ハワード・ホークスがワイルダーの教師役となった。ブラケットとワイルダーは本作の脚本で使用するための生きたスラングを探しにハリウッド高校の通りを挟んだ向かいのドラッグストア、バーレスクハウス、ハリウッドパーク競馬場を訪問した。当初はタイトルをThe Professor and the Burlesque Queen (『教授とバーレスクの女王』)などにすることも考えられていた。

### 撮影
暗い寝室で演技をするシーンでは、ホークスはスタンウィックの両目だけを表示させたいと考えた。撮影監督のグレッグ・トーランドはスタンウィックの顔を黒く塗ることで両目を輝かせるという方法を彼に教えた。オーシェイが家政婦ブラッグにパンチを見舞うシーンでは、スタンウィックが誤って命中させてしまい、キャスリーン・ハワードの顎を骨折させてしまった。スタンウィックはこの後、ひどく落ち込んでいたと伝えられる。脚本の書き直しで撮影が予定より9日遅れたため、ゴールドウィンは撮影期間を48日から58日に拡大して対応した。
ワイルダーは『ヨーク軍曹』（ゲイリー・クーパーの前の出演映画）でクーパーが演じるヨークの癖をパロディネタにしている。デューク・パストラミを演じるダン・デュリエが「先週観た映画みたいだ」と言った後に自分の親指を舐め、ピストルの銃口をこするシーンも取り入れた。

## 興行成績
本作は興行的に見ると大成功した。1942年最高の興行成績を記録する映画となった。しかしながら、RKOラジオピクチャーズはサミュエル・ゴールドウィンとの契約の条件により、147000ドルの赤字を計上した。
大成功の後にワイルダーがゴールドウィンに電話を掛けて以前に約束した残りの2500ドルの支払いを請求したところ、ゴールドウィンからの回答は「私は約束する時はちゃんと書類にするよ」だった。ワイルダーはこの対応に激怒して「今後一切あんた方とは関わりたくない」と叫んで受話器を叩き付けた。ところが、その10分後にはワイルダーのもとにゴールドウィンからの電話が掛かり、「ビリー、私が嘘をついたなんてハリウッド中の噂になるのはごめんだよ。直ぐに来てくれないか。今直ぐだ･･･1500ドル払うから」と申し訳無さそうな声で言ったという。二人の友好関係はこの後も何年も続いたが、残りの1000ドルは支払われずに終わった。

## 評価
「AFIアメリカ映画100年シリーズ」のアメリカ映画スターベスト100でゲイリー・クーパーとバーバラ・スタンウィックはそれぞれ男優部門と女優部門でともに11位に選ばれている。

### 批評
- バラエティ誌：「単純なギャグひとつでは、110分の映画には全然足りない。そして、サミュエル・ゴールドウィンの映画監督と脚本家が『教授と美女』を立ち上げるのに使ったのはただそれだけ、つまりひとつのおかしな状況だけだった。しかしながら、ずいぶんと笑いを提供してくれるのだ」と書いている[34]。
- ニューヨーク・タイムズ紙のボズリー・クラウザー：ゲイリー・クーパーについて「彼ならではの素朴な演技を提供している」と評し、「ゴールドウィン氏は実に、とても素敵なコメディを送り出している」と大絶賛した。映画は『白雪姫』の最新版のようだとしている[35]。
- タイム誌：「最高におかしくておいしい、いかにもアメリカらしいスラングが映画に記録された」と評した[29]。

2015年3月3日時点で、ロッテン・トマトには本作についての24人の批評家のレビューが集まっている。24人全員からの肯定的な評価を獲得し、「トマトメーター」は100%になっている。
バーバラ・スタンウィック演じるシュガーパスは、ホークス的女性像の例と考えられている。

### 映画賞ノミネート
本作は第9回アカデミー賞の4部門にノミネートされたが、1部門も受賞出来ずに終わった。
| 選考年 | 映画賞             | 部門         | 対象                                   | 結果       |
| ------ | ------------------ | ------------ | -------------------------------------- | ---------- |
| 1942年 | 第14回アカデミー賞 | 主演女優賞   | バーバラ・スタンウィック               | ノミネート |
| 1942年 | 第14回アカデミー賞 | 原案賞       | ビリー・ワイルダー、トーマス・モンロー | ノミネート |
| 1942年 | 第14回アカデミー賞 | ドラマ音楽賞 | アルフレッド・ニューマン               | ノミネート |
| 1942年 | 第14回アカデミー賞 | 録音賞       | トーマス・T・モールトン                | ノミネート |

### ランキング入り
「AFIアメリカ映画100年シリーズ」のアメリカ喜劇映画ベスト100で92位に選ばれた。アメリカ映画の名セリフベスト100の400の候補の中には「バターミルクを飲んでも酔うような人。すぐに耳まで赤くなって。キスの仕方も知らない世間知らずだけど、彼のそういうところが好きなの」という、シュガーパス・オーシェイの台詞も含まれている。
| 選考年 | 団体             | 部門                      | 対象             | 順位 |
| ------ | ---------------- | ------------------------- | ---------------- | ---- |
| 2000年 | アメリカ映画協会 | アメリカ喜劇映画ベスト100 | 『Ball of Fire』 | 92位 |

## 脚色とリメイク
1942年にフレッド・マクマレイとバーバラ・スタンウィックが主演する本作を脚色したラジオドラマが、1951年にフランチョット・トーンとウェンディ・バリーが主演する本作を脚色したテレビドラマがそれぞれ放送されている。
サミュエル・ゴールドウィンは1948年に本作をリメイクしようと考えたが、物語に無理があることを認めていた原作者のビリー・ワイルダーは今度の映画には関わりたくないと返答した。二度と一緒に仕事をしないと互いに決意した仲であるハワード・ホークスも一度は断ったものの、週に2万5000ドルを出すという条件で折れた。このリメイク作『ヒット・パレード』では音楽理論の研究家がジャズを分析するという話に書き換えられ、本作にいくつかの音楽用語を付け加えた程度に過ぎないものになった。バーレスクパフォーマー役のヴァージニア・メイヨにスタンウィックそっくりの動きが出来るようになるまで何度も本作を見せ、ミュージカル・ナンバーは専門家を雇って吹き替えさせたので、不自然さがより際立つ結果となってしまった。ゴールドウィンの製作した映画の中でも最低の評判の出来となった。